# Santa Catharina (Koraal Partir)
Santa Catharina, Sta. Catharina – osada (wijk) w miejscowości Koraal Partir w dystrykcie Bandariba, w kraju autonomicznym Curaçao, należącym do Holandii, w Ameryce Południowej. 20 października 2023 r. liczyła 696 mieszkańców.  